# Ángel Armada
Ángel Armada Álvarez, conocido como Cholo Armada (Vigo, 31 de agosto de 1929-22 de octubre de 2006), fue un regatista español.
Hijo de Ángel Armada Armada, fundador de Astilleros Armada, trabajó en los astilleros mientras desarrolló su actividad deportiva en la vela, en la que destaca su palmarés en la clase Snipe, donde fue tres veces campeón de España (1960, 1966 y 1968), otras tres veces subcampeón (1962, 1965 y 1967) y otras tres veces tercero (1961, 1963 y 1979), además de subcampeón de Europa en 1960. También ganó el Trofeo Su Excelencia el Jefe del Estado, en 1968. y cuatro Copas de Su Alteza Real el Príncipe de Asturias (1969, 1971, 1975 y 1979).
También compitió en la clase Soling entre 1970 y 1974, participando en la semana de Kiel de 1971, la semana preolímpica de Génova de 1972, el campeonato del mundo de 1973 y la copa Internacional de Cannes de 1974; y en la clase Flying Dutchman, participando en las pruebas preolímpicas de San Remo y Montecarlo de 1964.
En 1963 participó en la Fastnet Race, dentro de la Admiral’s Cup, con el yate "Giralda", junto con el conde de Barcelona, el príncipe de Asturias, el duque de Arión, Eduardo Caro, los hermanos Medina y Luis Triay. 
Desde el año posterior a su fallecimiento, el Real Club Náutico de Vigo organiza anualmente un trofeo con su nombre, el Memorial Cholo Armada.  

## Cargos directivos
Cholo fue nombrado capitán de la flota Snipe del Real Club Náutico de Vigo en 1956 y comodoro del club en 1972.
Entre 1978 y 1990 fue presidente de la Federación Gallega de Vela.